# Amery Peaks
Amery Peaks är en bergstopp i Antarktis. Den ligger i Östantarktis. Australien gör anspråk på området. Toppen på Amery Peaks är 1 024 meter över havet.
Terrängen runt Amery Peaks är lite bergig. Trakten är obefolkad. Det finns inga samhällen i närheten. 